# استارولیوبینو
استارولیوبینو (انگلیسی: Starolyubino) یک شهرک در شهرستان استرلیباشفسکی استان باشقیرستان کشور روسیه است.